# Димитър Проданов
Димитър Тодоров Проданов е български революционер, деец на Вътрешната македоно-одринска революционна организация.

## Биография
Димитър Проданов през 1887 година в София, Княжество България в семейството на хаджи Тодор Димитров Проданов, участник в Руско-турската война (1877 - 1878) и градоначалник на Пещера след създаването на Източна Румелия.
Димитър Проданов се присъединява към ВМОРО и през октомври 1907 година, 20-годишен, записан като родом от Пещера, става четник на костурския войвода Пандо Сидов. На следващата 1908 година преминава в демирхисарската чета на Алексо Стефанов. През пролетта на 1912 година влиза в Македония заедно с Иван Стоянов, Проданов е определен за войвода в областта Гяваткол. През Балканската война война четите на Крум Петишев, Ване Стоянов, Тодор Петров и Димитър Проданов се изтеглят в България, за да не бъдат заловени от сръбските военни власти.
Участва във войните за национално обединение 1912 - 1918 година.
След войната работи в Сливенската община. Член е на БРСДП (т. с.) и в 1923 година участва в подготовката на Септемврийското въстание в Сливен.
Умира в 1945 година в Сливен.